# À la conquête du pôle
À la conquête du pôle és una pel·lícula muda de fantasia científica francesa del 1912 dirigida i protagonitzada per Georges Méliès. La pel·lícula, vagament inspirada en esdeveniments contemporanis i en Les Aventures du capitaine Hatteras de Jules Verne, segueix les còmiques desventures d'un grup internacional d'exploradors en una expedició al pol Nord, on es troben amb un gegant de gel que menja homes i una perillosa agulla magnètica.
La pel·lícula, una de les darreres obres cinematogràfiques de Méliès, va ser estrenada per Pathé Frères amb l'aclamació de la crítica a França i el Regne Unit, però va ser un fracàs de taquilla i va contribuir a les creixents dificultats financeres de Méliès. Continua sent vist com una de les seves obres mestres i de vegades és anomenada com la seva obra més gran.

## Argument

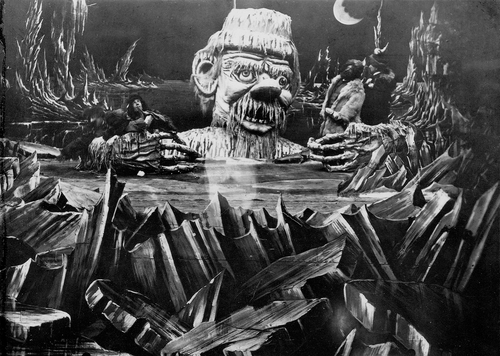
El Gegant de les Neus ataca els exploradors

En un congrés internacional en un Aero Club, exploradors d'arreu del món discuteixen sobre la millor manera de volar al Pol Nord. Tots estan en desacord fins que el president del congrés, l'enginyer Maboul de França, explica els seus plans per a un "Aero-Bus", un avió amb un cotxe de passatgers i un enorme cap de proa en forma de cap d'ocell. Els tràmits són interromputs per un grup de militants sufragistes, que anuncien la seva intenció d'anar elles mateixes al Pol. Quan han estat expulsades, el Congrés nomena un grup internacional d'experts per acompanyar Maboul al Pol: Run-Ever d'Anglaterra, Bluff-"Allo"-Bill d'Amèrica, Choukroutman d'Alemanya, Cerveza d'Espanya, Tching-Tchun de la Xina i Ka-Ko-Ku del Japó. Maboul porta els seus col·legues al seu despatx per estudiar el model de la seva invenció, i després a la fàbrica que funciona amb electricitat on s'està construint la cosa real. La líder de les sufragistes segueix amb els seus propis plans per arribar al Pol, construint una màquina equipada amb hèlixs i multitud de globus de joguina, però no aconsegueix enlairar-se.
L'Aero-Bus acabat s'enlaira amb una gran aclamació, tot i que es troba amb dues dificultats; primer la líder sufragista intenta embarcar-se amb l'expedició a l'últim moment, i després l'explorador Tching-Tchun, que arriba tard, queda accidentalment enrere. La cursa al Pol atrau molts altres aventurers, que surten en les seves pròpies màquines; aviat el cel s'omple d'avions de totes les formes i mides. Tant Tching-Tchun com la líder sufragista intenten arribar al Pol en un globus, però de nou es troben amb un fracàs. (L'explorador cau a poca distància a terra i es rendeix; la sufragista, després d'haver aguantat més temps, cau sobre el campanar d'una església i explota.) Mentrestant, l'Aero-Bus continua pel cel sense obstacles, passant per diversos planetes i constel·lacions.
L'avió baixa sobre el gel de l'Àrtic i finalment s'estavella. Els delegats surten del naufragi, sans i estalvis. Gairebé immediatament, però, es troben amb un obstacle: el Gegant de les Neus, un gegant de gelades que fuma pipa i menja homes que s'ha d'espantar amb foc de canó. Arriben per fi al pol pròpiament dit, on troben una enorme agulla magnètica. Enganxats per atracció magnètica a l'agulla, que es trenca sota el seu pes i els submergeix a les aigües gelades, fan senyals per demanar ajuda i són recollits per un dirigible que passa. Els pingüins, les foques i els ocells de l'Àrtic s'acomiaden. Els exploradors tornen triomfals a l'Aero Club, on s'inclinen davant tots els reunits.

## Inspiracions

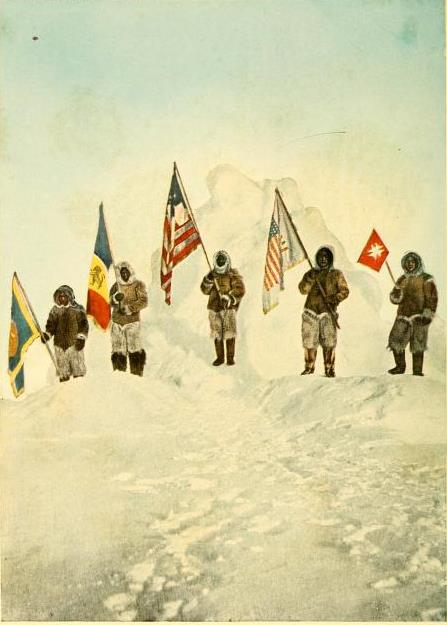
Fotografia a mà de l'equip de Peary al pol nord

Tot i que la història de la pel·lícula es tracta d'una vena de fantasia, es va inspirar gran part de l'actualitat. Robert E. Peary i el seu equip havien trepitjat el pol nord el 6 d'abril de 1909, i Roald Amundsen havia arribat al pol sud el 14 de desembre de 1911, quatre mesos abans que Méliès comencés a rodar. Les afirmacions de l'explorador rival Frederick Cook, que va intentar demostrar sense èxit que havia vençut a Peary al pol nord, també van ser una inspiració temàtica. Méliès va recordar més tard:
| « | Vaig intervenir en la polèmica entre Cook i Peary. Tots dos van simular haver arribat al Pol. De fet, crec que cap dels dos ho va fer. Em vaig dir: hi aniré. | » |

La presència de sufragistes a la pel·lícula va ser un altre cop d'ullet als fets recents; el moviment del sufragi femení estava molt present a les notícies en aquell moment, i continuaria sent un tema contemporani a França fins a la Segona Guerra Mundial, quan es va concedir a les dones el dret de vot. (De fet, la líder de les sufragistes va ser concebuda com una caricatura de la coneguda activista britànica Emmeline Pankhurst.) Fins i tot l'escena en què una sufragista intenta unir-se a la cursa d'aviació era d'actualitat a França; feia poc que Thérèse Peltier era notícia com la primera dona aviadora a volar en solitari, i Raymonde de Laroche es va convertir en la primera dona del món a rebre una llicència de pilot d'avió el 1910.
Tot i que molts escrits contemporanis sobre la pel·lícula van suggerir una connexió amb les obres de Jules Verne, la pel·lícula no és una adaptació de qualsevol de les seves famoses novel·les Voyages extraordinaires; més aviat, es tracta d'un homenatge paròdic i satíric a tota la sèrie Voyages Extraordinaires, en una mica del mateix estil que la novel·la còmica d'Albert Robida que fa falsificar Verne Voyages très extraordinaires de Saturnin Farandoul (1879–1880). En tot cas, es pot dir que la pel·lícula s'inspira de manera molt lliure en Les Aventures du capitaine Hatteras o la seva L'esfinx del glaç.
Altres possibles fonts provenien del teatre i del cinema. Pif Paf Pouf, una espectacular féerie escenificada l'any 1906 al Théâtre du Châtelet, incloïa un Gegant del Pol accionat per cables així com un potent imant al Pol, dos elements manllevats per a la pel·lícula. La pel·lícula d'onze escenes Voyage of the Arctic, or How Captain Kettle Discovered the North Pole, dirigida pel pioner cineasta britànic Robert W. Paul el 1903, presenta un gegant polar, cosa que suggereix fortament una influència directa en Méliès. És possible que Méliès també hagi recordat que els germans Lumière havia filmat una recreació escènica de l'exploració polar, L'explorador Andrée al pol nord, el 1897.

## Producció

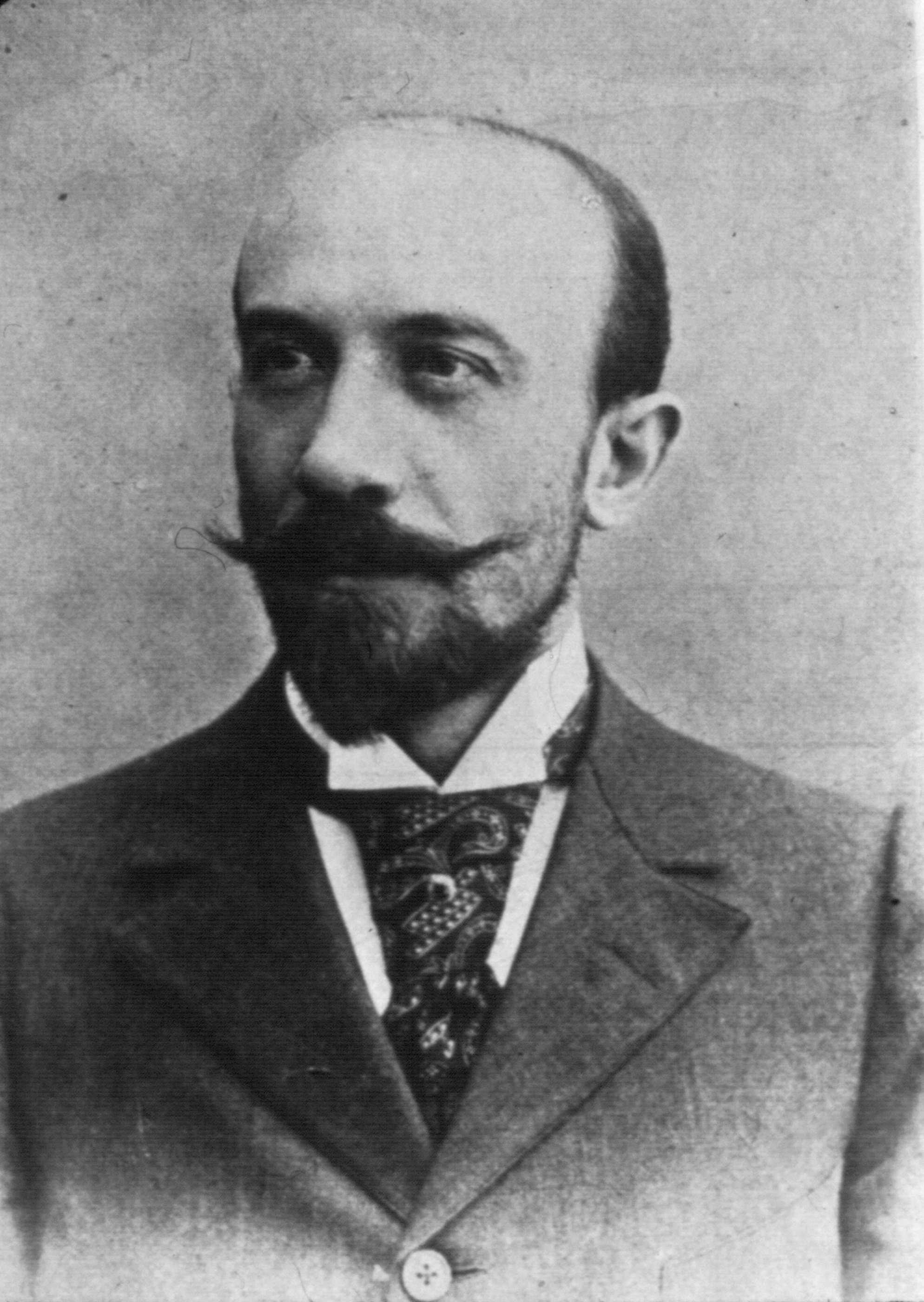
Georges Méliès

Georges Méliès és àmpliament considerat com la primera persona a reconèixer el potencial de la pel·lícula narrativa, i els seus Le Voyage dans la Lune (1902), El regne de les fades (1903), i Le Voyage à travers l'impossible (1904) es trobaven entre les pel·lícules més populars dels primers anys del segle xx. Tanmateix, en el moment de À la conquête du pôle, la seva fortuna estava en declivi. El 1911, Méliès va signar un tracte en el qual la companyia Pathé Frères es va convertir en l'única distribuïdora de les seves pel·lícules. Encara que van continuar filmant-se a l'estudi Star Film Company de Méliès a París, Charles Pathé tenia el control executiu de les pel·lícules, inclòs el poder d'editar-ne l'estructura i la durada. Totes les pel·lícules de Méliès a partir de 1911, inclosa À la conquête du pôle, van ser fetes sota la supervisió de Pathé i llançades per la seva companyia.
À la conquête du pôle és l'obra cinematogràfica més llarga de Méliès: 650 metres de pel·lícula, que a la seva preferida velocitat de projecció de 12 a 14 fotogrames per segon, és d'uns 44 minuts. També va ser l'última de les pel·lícules de "viatges" de Méliès, un gènere que comprèn algunes de les seves obres més significatives, com ara com Le Voyage dans la Lune i Le Voyage à travers l'impossible. La pel·lícula va ser realitzada per Méliès a l'hivern de 1911–1912, amb el mateix Méliès assumint el paper principal del professor Maboul. (Méliès també apareix breument en un segon paper a l'escena de l'ascens del globus, com un dels treballadors que sostenen el globus.) Fernande Albany, que havia aparegut anteriorment a les pel·lícules de Méliès Le Voyage à travers l'impossible, Le Raid Paris-Monte Carlo en deux heures i Le Tunnel sous la Manche ou le Cauchemar franco-anglais, va interpretar la líder de la sufragistes.
Durant la seva carrera, Méliès havia construït dos estudis de cinema de vidre i metall a Montreuil (Sena Saint-Denis). El primer era relativament petit, amb un escenari de 16 per 13 peus. El segon, Studio B, es va construir l'any 1905 amb unes dimensions considerablement més grans, incloent un escenari d'uns trenta metres d'ample i una grua ascensor que permetia portar objectes grossos amunt i avall. À la conquête du pôle va aprofitar al màxim les instal·lacions de l'Estudi B, especialment per a l'escena amb el Gegant de les Neus. Tanmateix, com algunes altres escenes de les obres de Méliès, la desfilada de vehicles va ser filmada a l'aire lliure. Méliès va crear els efectes especials de la pel·lícula utilitzant una àmplia gamma de tècniques, com ara maquinària escènica, pirotècnia, escenografia rodant horitzontalment i verticalment, models en miniatura, aigua real, escamoteig i superposició. El gegant de les neus era una marioneta gegant. que requeria dotze homes per operar. Només el seu cap tenia dos metres d'alçada; dos dels titellaires es van amagar dins del cap per controlar els ulls, les orelles, la boca i la pipa del gegant.
La major part de la pel·lícula està rodada a l'estil habitual de Méliès, en què una càmera estacionària permet a l'espectador veure la pel·lícula com si es reproduís en escenes d'un escenari de teatre. Tanmateix, l'escena en què l'avió aterra a l'Àrtic destaca per una tècnica d'edició avançada en la qual el punt de vista esdevé mòbil més que estacionari. En primer lloc, es veu per primera vegada que l'avió ve directament cap a la càmera; després, a la següent fotografia, el moviment de l'avió continua sense problemes, però el punt de vista s'ha girat noranta graus. En Pel·lícules anteriors, Méliès havia utilitzat de vegades l'edició no lineal per a aquests moments, com ara Le Voyage dans la Lune i Le Voyage à travers l'impossible, en que la càpsula espacial i el dirigible, respectivament, es mostren aterrant dues vegades. Aquesta escena a À la conquête du pôle és la primera vegada que Méliès utilitza amb fluïdesa el punt de vista mòbil, que havia estat pioner pel "Brighton School" de cineastes a Anglaterra. Tanmateix, Méliès va revelar el 1929 que mai havia trobat que les tècniques mòbils fossin naturals o especialment útils i que encara preferia les tècniques de càmera estacionària que havia utilitzat.

## Estrena i recepció

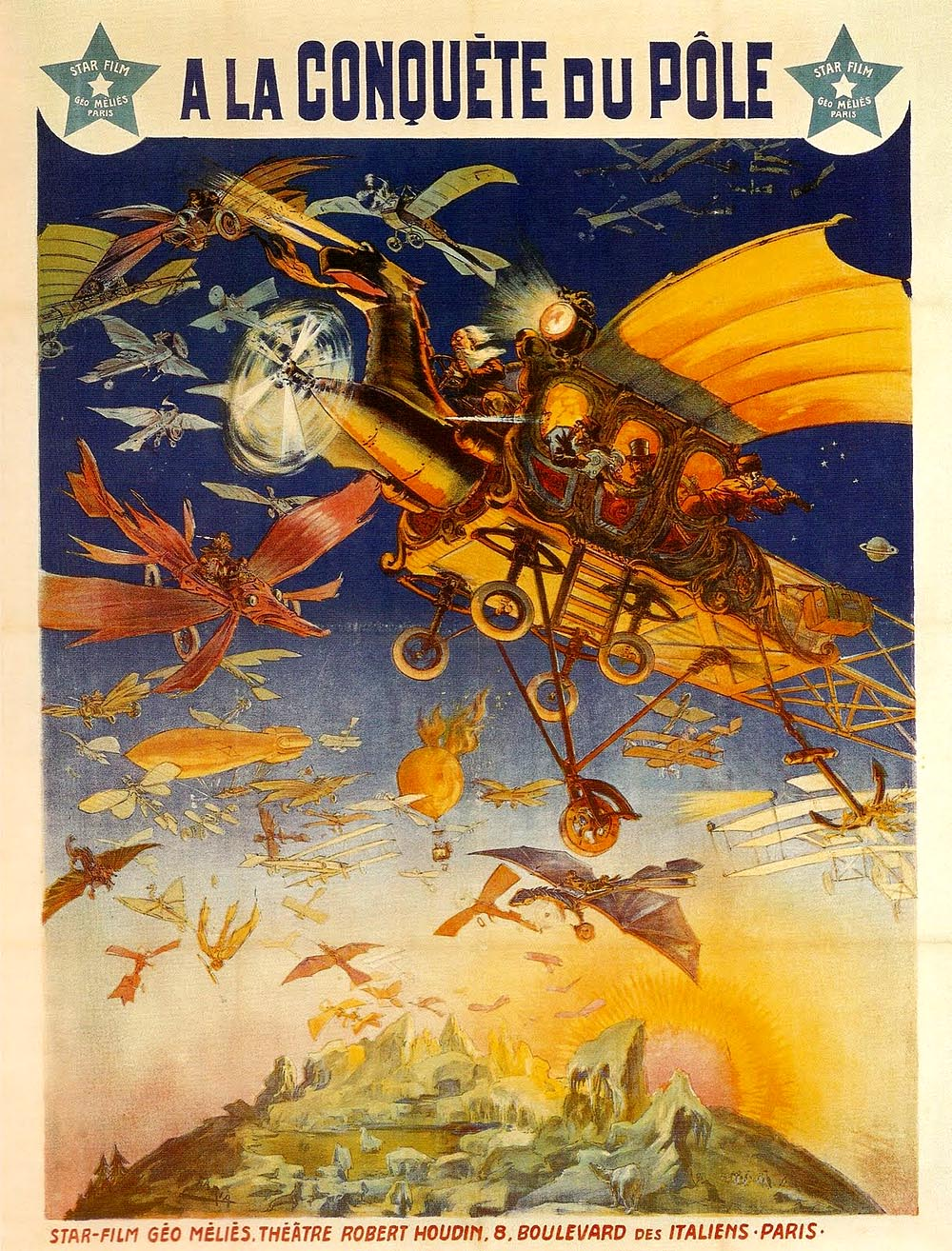
Un pòster de la pel·lícula, que emfatitza la connexió amb les obres de Jules Verne

À la conquête du pôle va ser estrenada per Pathé el 3 de maig de 1912. La pel·lícula es va anunciar com a voyage extraordinaire en 34 tableaux, i els anuncis i informes al respecte suggerien sovint una connexió amb la sèrie Voyages Extraordinaires de Verne; per exemple, el butlletí setmanal de Pathé va promocionar la pel·lícula dient que "No hi ha cap de les obres [de Méliès] que no hagi aconseguit l'èxit, la moda i la popularitat d'una novel·la de Jules Verne."
A França, el setmanari Le Cinéma va donar a la pel·lícula una crítica molt favorable, anomenant-la "una obra mestra del Jules Verne de la càmera de cinema". La revista britànica Bioscope va descriure la pel·lícula com un "viatge extraordinari", anomenant Méliès "el H. G. Wells de la imatgeria, el mag que dona l'impuls a la nostra imaginació i ens proporciona fenòmens científics fets per ell mateix."
La pel·lícula va ser un marcat fracàs amb el públic contemporani, que gairebé la va ignorar per complet. El fracàs de la pel·lícula se sol atribuir als temps canviants; l'estil teatral de Méliès, basat en la fantasia, que havia estat innovador i influent al principi de la seva carrera, havia perdut popularitat el 1912. El crític i historiador de cinema Georges Sadoul, que va anomenar la pel·lícula "potser la creació més perfecta [de Méliès]", va elaborar sobre aquest punt:
| « | À la conquête du pôle és, avui, una obra mestra del calibre d'un Giotto. Però és un Giotto completat a l'època de Miquel Àngel i Rafael. Per entendre com aquesta meravellosa pel·lícula va poder trobar un fracàs com aquest, hem de recordar que era més o menys contemporània amb Fantômas i Quo Vadis?, i les primeres pel·lícules de Ince i Griffith. L'home que, l'any 1898, va ser el creador de l'art del cinema va quedar, el 1912, endarrerit amb els temps. | » |

El tracte de Méliès amb Pathé va deixar l'estudi Star Film encara més endeutat del que havia estat abans. Les sis obres que Méliès va fer sota la supervisió de Pathé el 1911 i el 1912 van ser les seves últimes pel·lícules.
À la conquête du pôle es considera generalment una de les millors pel·lícules de Méliès, i alguns crítics l'han descrit com el seu millor treball.